# کیت تسوئی
کیت تسوئی (انگلیسی: Kate Tsui؛ زادهٔ ۱۹ ژوئن ۱۹۷۹) بازیگر اهل هنگ کنگ است. وی دانش‌آموختهٔ رشتهٔ روان‌پزشکی در دانشگاه کالیفرنیا، دیویس است.
از فیلم‌ها یا مجموعه‌های تلویزیونی که وی در آن‌ها نقش داشته است، می‌توان به اوج و فرود و محافظان و آدمکش‌ها اشاره نمود.